# 발터 포크트
발터 포크트(Walther Vogt, 1888년 ~ 1941년)는 독일의 동물발생학자이다.
발생 과정에서 나타나는 형태 형성 운동을 분석하고, 발생 초기에 있는 배(胚)의 각 부분이 나중에 어떠한 기관으로 분화하는지를 알아내는 '국소생체염색법'을 고안했다. '국소생체염색법'은 여러 색깔의 생체 염색용 색소를 한천 조각에 흡수시킨 다음, 이를 포배나 낭배 초기의 배에 붙여 각 부분을 여러 색으로 염색시키는 것을 말한다. 이러한 염색은 조직의 분화가 일어날 때까지 유지되므로, 배의 어느 부분이 어떠한 기관으로 발생하는지를 확인할 수 있다.